# Ernest Taylor
Pour les articles homonymes, voir Taylor.
Ernest Taylor, né le 25 avril 1839 à Boulogne-sur-Mer et mort le 17 janvier 1908 à Villeneuve-la-Guyard, est un policier français, chef de la Sûreté parisienne entre 1885 et 1887.

## Biographie
Né le 25 avril 1839 au no 59 de la rue de l’Écu à Boulogne-sur-Mer, Hipolite-Ernest-Auguste Taylor est le fils de Mary Taylor et d'un père inconnu.
Ernest Taylor entre dans la police le 5 avril 1867. Secrétaire suppléant de commissariat, il est détaché deux mois plus tard au service spécial de l'Exposition universelle. Secrétaire titulaire depuis le 1er janvier 1868, il travaille au poste de la place Vendôme sous les ordres de Leroy de Kéraniou. Promu commissaire de police le 1er septembre 1870, il est envoyé dans la circonscription d'Enghien. Le 1er juin 1871, il est nommé commissaire de police des communes de la Seine et muté à Courbevoie.
Commissaire de police de la ville de Paris depuis le 26 juillet 1873, il est tout d'abord en poste au quartier du Montparnasse avant d'être muté dans le quartier de la Chaussée-d'Antin, où il exerce ses fonctions pendant plus de onze ans, du 1er septembre 1874 au 4 décembre 1885.
Le 4 décembre 1885, le préfet de police Arthur Gragnon nomme Taylor chef du service de Sûreté à la préfecture de police. Comme ses prédécesseurs Gustave Macé et Louis Kuehn, il conserve son grade de commissaire.
Son action à la Sûreté est très critiquée, car on lui reproche de ne pas avoir été capable d'arrêter certains criminels, tels que l'assassin du préfet Barrême. Amplifiés par les journalistes, avec lesquels le chef de la Sûreté n'entretient que des relations froides et distantes, ces insuccès sont attribués à un manque d'instinct et surtout à la malchance par le commissaire Goron, qui a été adjoint à Taylor en tant que sous-chef de la Sûreté en octobre 1886.
Comme tous ses prédécesseurs, Taylor dépend du chef de la police municipale. Le 30 avril 1887, il est le premier chef de la Sûreté directement rattaché au préfet de police.

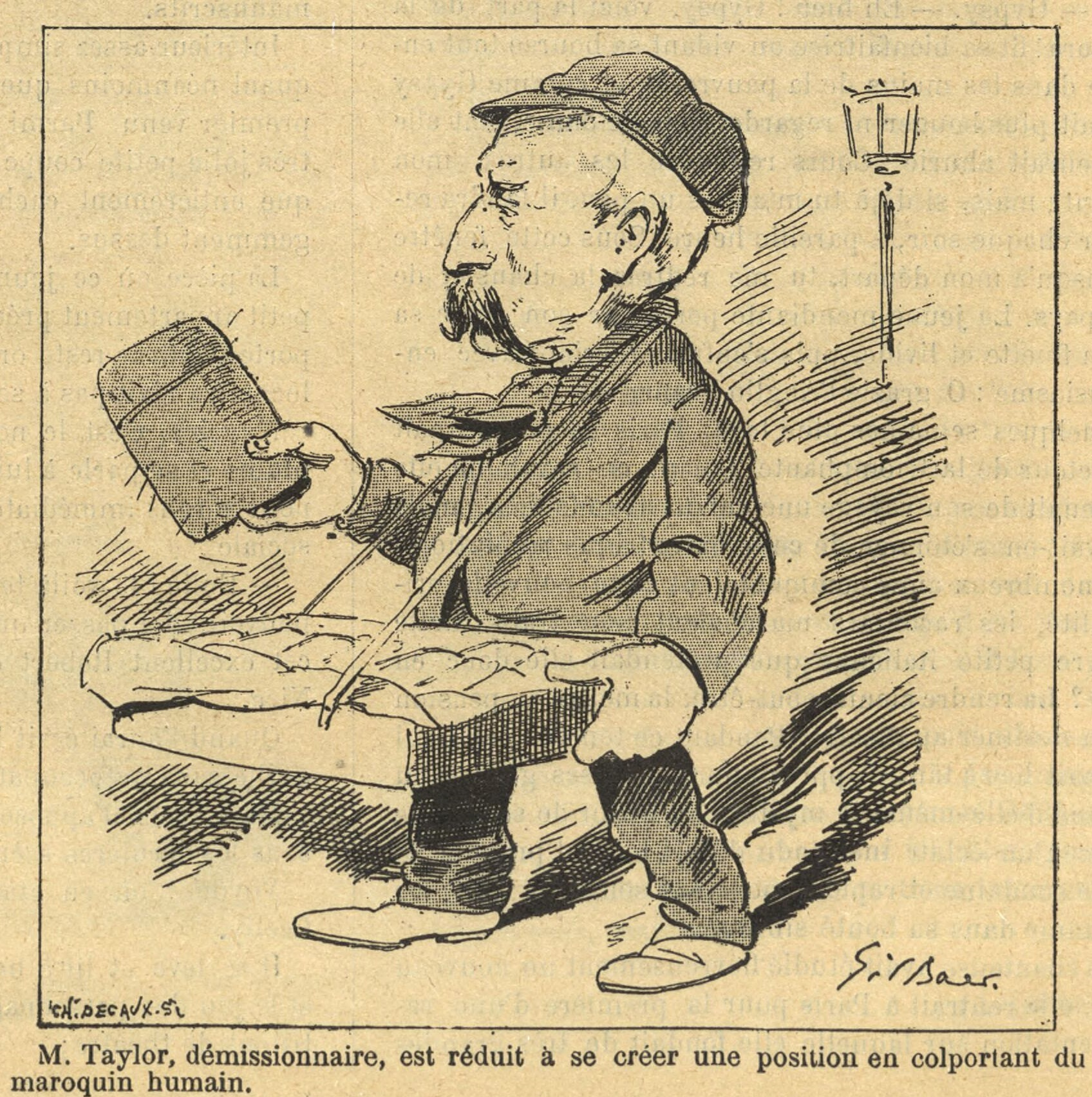
Caricature de Taylor par Gil Baer à propos de l'affaire du porte-cartes (La Manche illustrée, 16 octobre 1887).

Après l'exécution du meurtrier Pranzini (31 août 1887), l'un des agents de Taylor, Gustave Rossignol (d), obtient un fragment de la peau du condamné à mort, avec lequel il fait réaliser trois porte-cartes. Il en offre un à Goron et, sur suggestion de ce dernier, un autre à Taylor, qui l'accepte par courtoisie en peinant à dissimuler son dégoût. L'affaire finit par s'ébruiter et la presse donne tant d'écho à ce scandale que l'un des membres du gouvernement, Eugène Spuller, aurait demandé à son collègue Armand Fallières, ministre de l'Intérieur, la révocation de Taylor ainsi que des poursuites judiciaires. Un juge d'instruction est effectivement nommé, mais celui-ci prononce une ordonnance de non-lieu en octobre 1887, et le seul inculpé à perdre sa place dans l'immédiat est Godinet, le garçon d'amphithéâtre qui avait remis la peau à Rossignol. Quelques semaines plus tard, Taylor suspend ses activités pour raisons de santé et fait savoir qu'il quittera son poste en novembre. Il est remplacé par Goron.
Le 10 novembre 1887, Taylor est nommé commissaire faisant fonction de ministère public près le tribunal de simple police de Paris. La Légion d'honneur lui est décernée le 20 juillet 1892. Inspecteur général des commissariats de police du 20 avril 1899 au 1er janvier 1901, puis contrôleur général de la préfecture de police, il fait valoir ses droits à la retraite à compter du 30 avril 1902, peu de temps après avoir été promu officier dans l'ordre de la Légion d'honneur en récompense de ses 35 années de service.
Il meurt le 17 janvier 1908 dans sa propriété de Villeneuve-la-Guyard, dans l'Yonne.